# Anisozyga absona
Anisozyga absona är en fjärilsart som beskrevs av W. Warren 1896. Anisozyga absona ingår i släktet Anisozyga och familjen mätare. Inga underarter finns listade i Catalogue of Life.